# Herminia barbalis
Herminia barbalis är en fjärilsart som beskrevs av Jacob Hübner 1796. Herminia barbalis ingår i släktet Herminia och familjen nattflyn. Inga underarter finns listade i Catalogue of Life.